# Vitiazia dogieli
Vitiazia dogieli är en ringmaskart som beskrevs av Uschakov 1953. Vitiazia dogieli ingår i släktet Vitiazia och familjen Phyllodocidae. Inga underarter finns listade i Catalogue of Life.